# Expedition von Burke und Wills

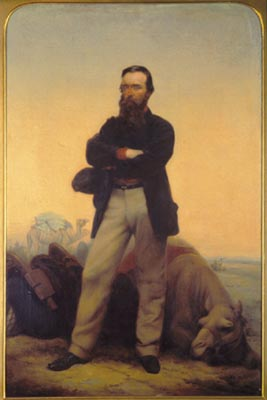
Robert O’Hara Burke

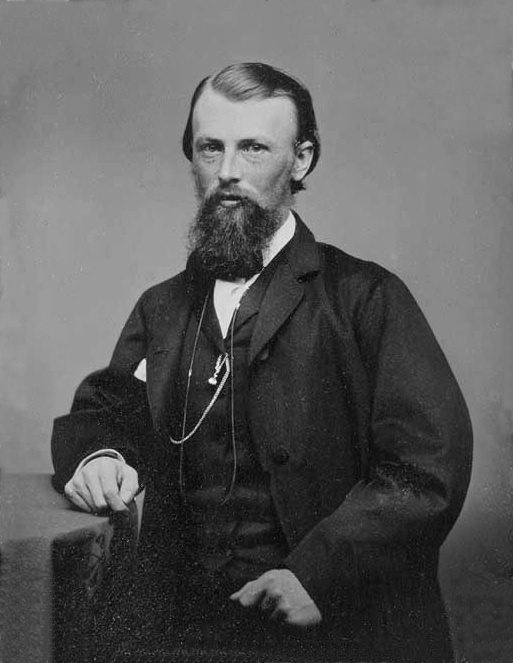
William John Wills (1860)

Die Expedition von Burke und Wills (ursprünglich Victorian Exploring Expedition, deutsch Viktorianische Erkundungsexpedition) war eine in den Jahren 1860 und 1861 im Auftrag der Regierung Victorias durchgeführte Expedition, bei der Australien westlich des 143. Längengrades von Süden nach Norden durchquert wurde. Sie führte von der Stadt Melbourne zum etwa 3250 Kilometer entfernten Golf von Carpentaria und stand unter der Leitung von Robert O’Hara Burke und William John Wills. Sieben Teilnehmer starben während der Expedition, Burke und Wills kamen auf der Rückreise ums Leben. Nur John King schloss die gesamte Expedition ab und kehrte nach Melbourne zurück.
Die Expedition war die am besten ausgerüstete Expedition der Geschichte Australiens und fand viel Beachtung, aber sie scheiterte aufgrund einer Verkettung unglücklicher Umstände und auch aufgrund der schlechten Führungsqualitäten Burkes. Der unerfahrene Leiter entließ unterwegs zahlreiche qualifizierte Teilnehmer und konnte mit den mitgeführten Kamelen nicht umgehen. Des Weiteren waren die Wagen und Tiere zu schwer beladen; es wurden mehrfach Ausrüstungsgegenstände und Vorräte zurückgelassen. Wegen der Konkurrenz zu John McDouall Stuart, der gleichzeitig eine Expedition mit demselben Ziel von Adelaide aus führte, trieb Burke zur Eile und ließ keine Zeit für die wissenschaftlichen Arbeiten, die bei einer Expedition im Vordergrund stehen sollten. Deshalb trug die Expedition selbst so gut wie keine neuen Erkenntnisse zur Beschaffenheit des australischen Hinterlandes bei. Eine bedeutendere Rolle zur Erforschung spielten aber die Suchtrupps, die aus den verschiedenen Landesteilen zur Rettung von Burke und Wills ausgesendet wurden.
Nach ihrem Tod wurden Burke und Wills trotz ihres Scheiterns zu Helden stilisiert. So wurde ihnen ein Staatsbegräbnis in Melbourne gewährt und Denkmäler gewidmet. Als aber nach und nach die Hintergründe ihres Todes bekannt wurden, ließ die Begeisterung nach.

## Vorgeschichte
Die Expedition von Burke und Wills steht am Ende einer Reihe von Expeditionen zur Erforschung des australischen Hinterlandes seit dem Beginn des 19. Jahrhunderts. Auf der Suche nach fruchtbaren Landschaften und Weidegebieten für die Schafherden vergrößerten Forscher nach und nach das Wissen über das Australien jenseits der Blue Mountains. Die ersten Expeditionen wie die von John Oxley im Jahre 1818 erkundeten das Murray-Darling-Flusssystem, wussten aber nicht, dass es sich um ein System handelte, und konnten daher die Frage, wohin all die Flüsse fließen, nicht klären. So kamen verschiedene Erklärungen in Frage: Möglich war ein Binnenmeer, das von den Flüssen aus der Great Dividing Range genährt würde. Auch Oxleys Schlussfolgerung, das Hinterland sei ein unpassierbares Moor, war plausibel, nachdem jeder seiner Versuche, den Flüssen zu folgen, im Sumpf endete. Erst Charles Sturt konnte 1828 mit der Entdeckung des Darling und 1828–1830 mit der Entdeckung des Flusssystems die Frage nach der Mündung der Flüsse weitgehend klären, allerdings folgte er dem Murray (dessen Zufluss der Darling ist) nur bis zum Lake Alexandria und fand deshalb nicht heraus, dass der Murray ins Meer entwässert. Gippsland, das Gebiet um das heutige Melbourne, wurde 1836 und 1839 von Thomas Livingstone Mitchell und Angus McMillan erkundet. Auch in das heutige Queensland wurden ab Mitte der 1840er Jahre Vorstöße gewagt.
In Victoria war das öffentliche Interesse an einer Expedition gering. Nachdem dort 1851 Gold entdeckt worden war, zog ein Goldrausch verstärkt Einwanderer ins Land. Die Kolonie Victoria wurde sehr wohlhabend und Melbourne wuchs rasch zur größten Stadt Australiens an. Der Aufschwung dauerte 40 Jahre und führte in das als „marvellous Melbourne“ (etwa: „wunderbares Melbourne“) genannte Zeitalter. Der Zustrom gebildeter Einwanderer aus England, Irland und Deutschland führte zum Bau zahlreicher Schulen, Kirchen, Gelehrtengesellschaften, Bibliotheken und Kunstausstellungen.
Infolgedessen wurde die Ausrüstung der Expedition vor allem eine politische Entscheidung: Das reiche Melbourne wollte damit seinen Willen demonstrieren, in Zukunft eine Führungsrolle beim Aufbau des australischen Staates zu spielen. Angetrieben wurden diese Bestrebungen von den einflussreichen Herren William Stawell und Ferdinand von Mueller, die sich im 1854 gegründeten Philosophical Institute of Victoria (seit 1859 Royal Society of Victoria) dafür einsetzten. 1857 rief das Philosophical Institute eine Erkundungskommission ins Leben, die sich mit der Machbarkeit einer Expedition ins Landesinnere beschäftigen sollte. Ursprünglich war es das Ziel, den Kontinent in Ost-West-Richtung zu durchqueren. Der Plan wurde aber in eine Süd-Nord-Durchquerung geändert, nachdem Augustus Gregory, ein Erforscher Nordaustraliens, das Vorhaben als aussichtslos erachtete. Burke und Wills standen dabei in Konkurrenz mit John McDouall Stuart, der im Auftrag der Regierung von South Australia den Kontinent durchqueren sollte. Für die Bevölkerung von Adelaide war die Erforschung des Kontinents von großer Bedeutung, da man auf die Erschließung fruchtbaren Weidelandes angewiesen war.

## Vorbereitungen
| Name                   | Beruf                             |
| ---------------------- | --------------------------------- |
| Wilhelm Blandowski     | Zoologe, Erforscher Australiens   |
| John Bleasdale         | Geistlicher, Chemiker und Geologe |
| Francis Cadell         | Erforscher Australiens            |
| Andrew Clarke          | ehemaliger Soldat, Politiker      |
| Richard Eades          | Bürgermeister von Melbourne       |
| Clement Hodgkinson     | Naturforscher                     |
| John Macadam           | Chemiker                          |
| Frederick McCoy        | Paläontologe                      |
| Ferdinand von Mueller  | Botaniker                         |
| Francis Murphy         | Sprecher des Parlaments           |
| Georg von Neumayer     | Polarforscher                     |
| Alfred Selwyn          | Geologe in Regierungsdiensten     |
| William Foster Stawell | Oberster Richter von Victoria     |
| Edward Wilson          | Herausgeber von The Argus         |

### Erkundungskomitee
Das Erkundungskomitee hatte zunächst wegen des geringen öffentlichen Interesses in Victoria Schwierigkeiten, an Geld zu kommen. Erst 1860 war genug Geld vorhanden, um die Expedition zusammenstellen zu können.
Das Erkundungskomitee schrieb die Leitung der Victorian Exploring Expedition öffentlich aus. Nur zwei Mitglieder des Komitees, Ferdinand von Mueller und Wilhelm Blandowski, hatten überhaupt Erfahrung mit solchen Erkundungsunternehmen. Sie wurden jedoch stets überstimmt, weil sich innerhalb des Komitees Fraktionen gebildet hatten. Mehrere Personen wurden für den Führungsposten in Betracht gezogen. Robert O’Hara Burke wurde nach einer Abstimmung vom Komitee als Leiter, George Landells als Stellvertreter und William John Wills als Landvermesser, Navigator und zweiter Stellvertreter empfohlen. Burke hatte zwar keinerlei Erfahrung mit Expeditionen dieser Art; offenbar überschätzte ihn das Komitee wegen seines selbstsicheren Auftretens. Der gebürtige Ire Burke war ehemaliger Offizier in der österreichischen Armee und später Kriminalrat der Polizei. Er hatte praktisch keine Fähigkeiten in der Überlebenskunst. Wills konnte in der Wildnis eher zurechtkommen. Es war Burkes Führung, die als Hauptgrund für das Scheitern anzusehen ist.

### Teilnehmer der Expedition
Insgesamt nahmen 29 Personen an der Expedition teil. Die ursprünglich neunzehnköpfige Mannschaft bestand aus fünf Engländern, sechs Iren, vier indischen Sepoys, drei Deutschen und einem Amerikaner. Von den 29 waren sechs Offiziere in Leitungsfunktion, 19 Assistenten und vier Sepoys zur Betreuung der Kamele. Die folgende Tabelle enthält nur Teilnehmer, die nicht entlassen wurden, und die Leiter:
| Name                | Position                | Gruppe       | Angeheuert                         | Verbleib                                                           |
| ------------------- | ----------------------- | ------------ | ---------------------------------- | ------------------------------------------------------------------ |
| Robert O’Hara Burke | Leiter                  | Carpentaria  | ursprüngliche Mannschaft           | † Juni/Juli 1861, Cooper Creek                                     |
| George Landells     | Leiter                  | Menindee     | ursprüngliche Mannschaft           | verließ Expedition am 14. Oktober 1860                             |
| William John Wills  | Landvermesser           | Carpentaria  | ursprüngliche Mannschaft           | † Juni/Juli 1861, Cooper Creek                                     |
| Ludwig Becker       | Zeichner, Naturforscher | Menindee     | ursprüngliche Mannschaft           | † 29. April 1861, Koorliatto-Wasserloch                            |
| Hermann Beckler     | Arzt, Botaniker         | Menindee     | ursprüngliche Mannschaft           | Austritt zwischen 14. und 21. Oktober 1860 in Menindee             |
| William Wright      | Leiter                  | Menindee     | ursprüngliche Mannschaft           | Rückkehr                                                           |
| William Brahe       | Assistent               | Cooper Creek | ursprüngliche Mannschaft           | Rückkehr                                                           |
| Thomas Mc Donough   | Assistent               | Cooper Creek | ursprüngliche Mannschaft           | Rückkehr                                                           |
| William Patten      | Assistent               | Cooper Creek | ursprüngliche Mannschaft           | † 5. Juni 1861, Rat Point Camp nach einem Sturz vom Pferd          |
| John King           | Assistent               | Carpentaria  | ursprüngliche Mannschaft           | wurde am 18. Oktober 1861 von Alfred Howitts Rettungsteam gefunden |
| Charles Gray        | Assistent               | Carpentaria  | 6.–10. September 1860 in Swan Hill | † 17. April 1861 im Polygonum Swamp                                |
| William Purcell     | Assistent               | Menindee     | 26. Januar 1861 in Menindee        | † 23. April 1861 am Koorliatto-Wasserloch, Bulloo River            |
| John Smith          | Assistent               | Menindee     | 26. Januar 1861 in Menindee        | Rückkehr                                                           |
| Charles Stone       | Assistent               | Menindee     | 26. Januar 1861 in Menindee        | † 22. April 1861 am Koorliatto-Wasserloch, Bulloo River            |
| Dost Mahomet        | Sepoy                   | Cooper Creek | ursprüngliche Mannschaft           | später Teil von Howitts Rettungsteam                               |
| Belooch             | Sepoy                   | Menindee     | ursprüngliche Mannschaft           | später Teil von Howitts Rettungsteam                               |

13 Männer wurden unterwegs entlassen und sind daher nicht in obiger Liste aufgeführt. Owen Cowen und Henry Creber wurden in Melbourne bereits am Tag der Abreise bzw. am Tag vor der Abreise wegen Trunkenheit entlassen und ein dritter, Robert Fletcher, wegen „Inkompetenz“, da er Creber verteidigt hatte. Sie wurden durch James McIlwaine, Jame Lane und Brooks ersetzt, die jedoch wenige Wochen später in Swan Hill bzw. Balranald zusammen mit Charles Ferguson, Patrick Langan und John Polongeaux (Letzterer war am 26. August 1860 in Mia angeheuert worden) ebenfalls rausgeworfen wurden. Ein weiteres Mitglied der ursprünglichen Mannschaft, John Drakeford, wurde schließlich am 14. Oktober 1860 in Menindee entlassen.
Drei weitere Personen verließen noch die Expedition: Robert Bowman trat am 18. September 1860 aus, 14 Tage nach seiner Anwerbung. Von den vier indischen Sepoys schieden zwei vorzeitig aus: Samla durfte als Hindu aus religiösen Gründen die Nahrungsrationen nicht essen und trat deshalb am 22. August 1860 aus. Esau Khan musste zwischen dem 6. und 10. September wegen einer Erkrankung aufgeben.

### Ausrüstung
Die Expedition war sehr umfangreich ausgerüstet, insgesamt dürfte die Ausrüstung gut 20 Tonnen gewogen haben und hat fast 5000 Pfund gekostet, die Gesamtkosten der Expedition betrugen 12.000 Pfund und wurden zur Hälfte von der Regierung getragen. Sie war mit Lebensmitteln für zwei Jahre ausgestattet, dazu zur Skorbutabwehr Zitronensaft für die Männer und rund 270 Liter Rum für die Kamele. Landells wollte mit dem Rum müde und geschwächte Kamele stärken, einer anderen Quelle zufolge sollte er vor Skorbut schützen.
Statt Vieh zum Schlachten während der Reise mitzuführen, entschied das Komitee, lieber Trockenfleisch zu verwenden. Das zusätzliche Gewicht erforderte drei zusätzliche Wagen, die die Expedition erheblich verlangsamten.
Des Weiteren waren auch einige Waffen und Munition im Gepäck, aber auch Gegenstände wie ein Tisch, Raketen und ein chinesischer Gong. Zum Transport dieser Menge waren 23 Pferde, sechs Wagen und 26 Dromedare vorgesehen.
Das Komiteemitglied Francis Cadell bot an, die Versorgungsgüter per Schiff nach Adelaide und dann über den Murray River und den Darling River ins Landesinnere zu bringen, wo man sie unterwegs hätte abholen können. Aber weil Cadell sich der Ernennung Burkes als Expeditionsleiter widersetzt hatte, wies Burke dessen Angebot ab. Stattdessen wurde alles auf Wagen geladen, von denen drei schon nach kurzer Zeit unter ihrer Last zusammenbrachen.

### Kamele
Kamele wurden in anderen Weltgegenden bereits erfolgreich bei der Erforschung von Wüsten eingesetzt. Bis 1859 waren jedoch lediglich sieben Kamele nach Australien importiert worden.
Die Regierung von Victoria wies George James Landells an, in Indien 24 Dromedare zu erwerben. Die Kamele erreichten Melbourne im Juni 1860. Das Komitee kaufte sechs weitere Tiere von George Coppins Cremorne Gardens. Die Kamele wurden anfänglich in den Ställen am Parlamentsgebäude in Melbourne untergebracht. Später verlegte man sie in den Royal Park. 26 Kamele wurden in die Expedition aufgenommen. Zwei Kamelstuten mit ihren beiden Fohlen und zwei Hengste blieben im Royal Park.

## Verlauf der Expedition

### Abreise

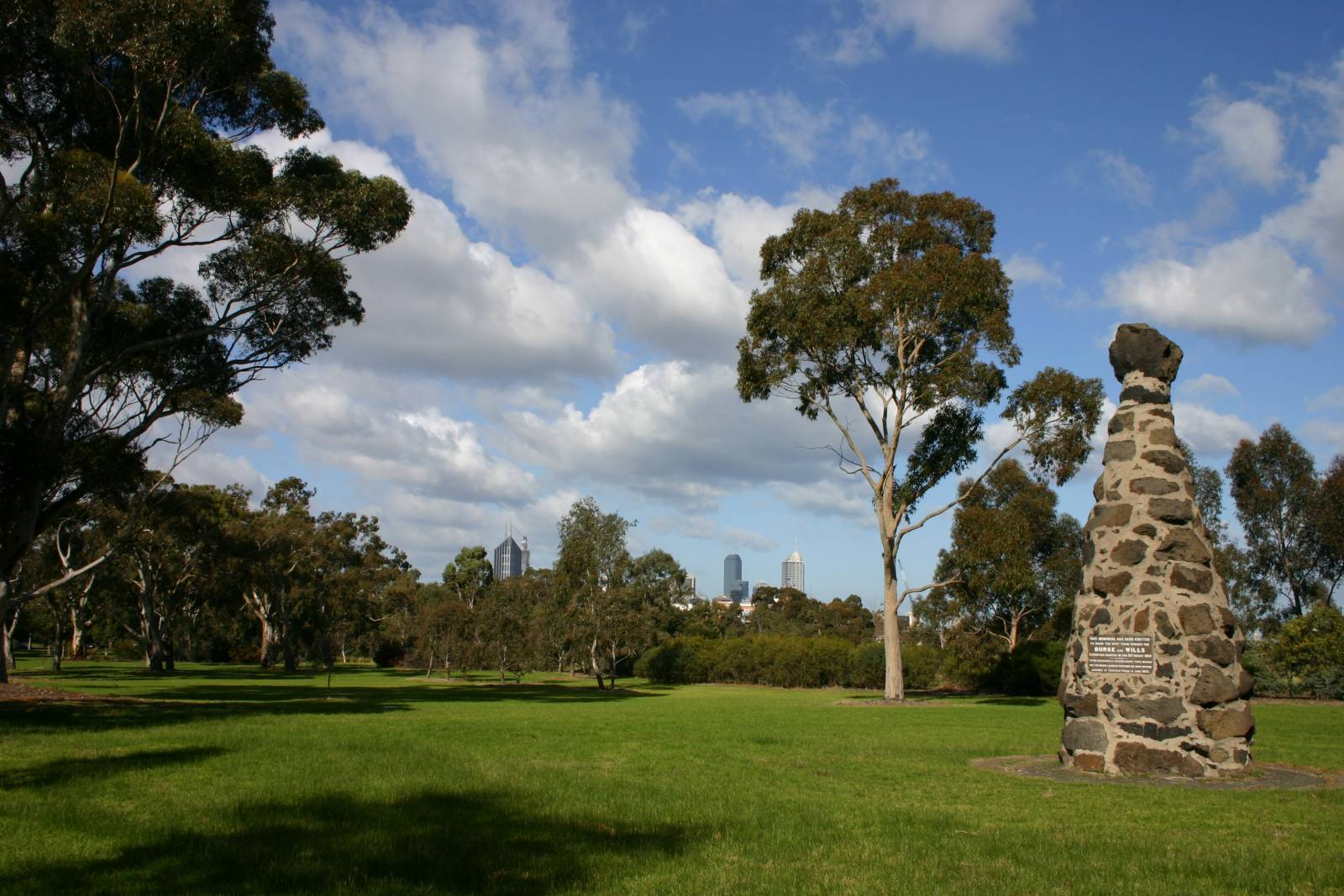
Mahnmal im Royal Park in Melbourne, wo die Expedition startete

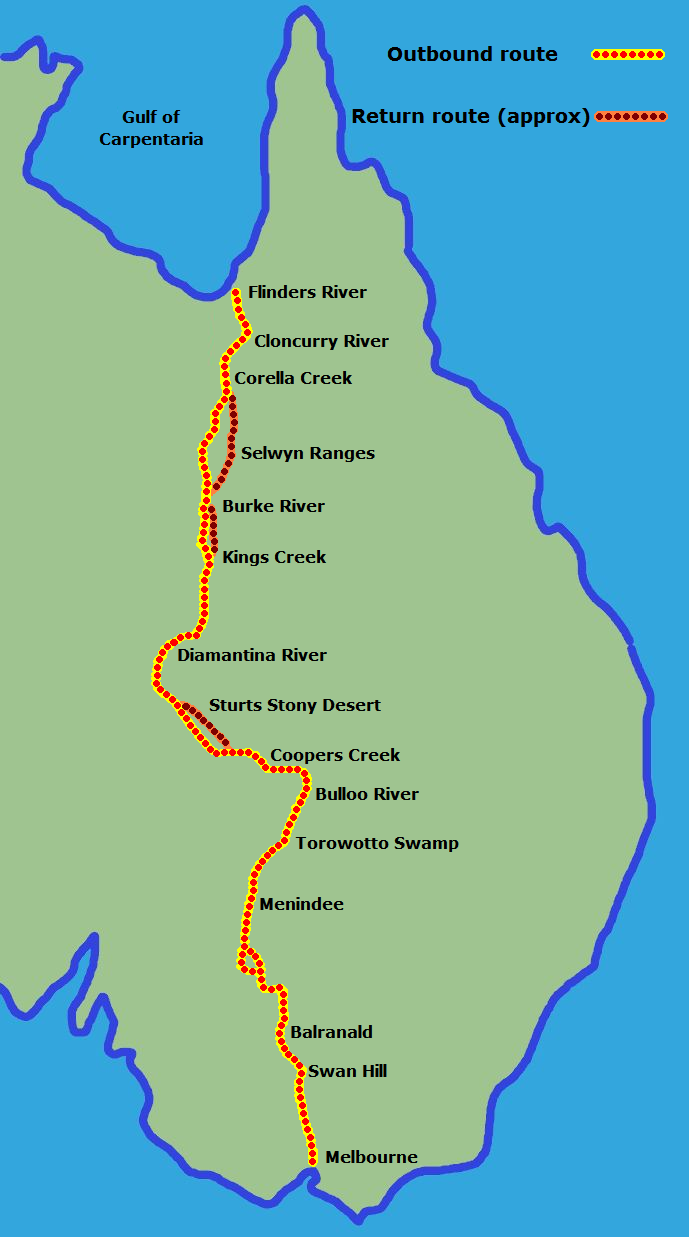
Karte der Expedition von Burke und Wills

Die Expedition begann am 20. August 1860 um ungefähr 16 Uhr unter den Augen von rund 15.000 Zuschauern im Royal Park Melbourne.
Heftige Regenfälle und schlechte Straßen erschwerten die Weiterreise durch Victoria und machte sie kraftraubend. Die Gruppe erreichte am 23. August Lancefield, wo sie ihr viertes Lager aufschlug. Dies bedeutet, dass die Expedition innerhalb von drei Tagen 92 Kilometer zurücklegte. Die erste größere Pause wurde am Sonntag, den 26. August 1860, im sechsten Lager in Mia Mia gemacht.
Die Expedition erreichte Swan Hill am 6. September 1860 und kam am 14. September 1860 in Balranald an. Dort ließen sie, um das Gewicht zu verringern, den mitgebrachten Zucker, Zitronensaft sowie Waffen und Munition zurück. Am 24. September entschied Burke in Gambala, die Lasten umzuverteilen und einige Vorräte zum ersten Mal auf die Kamele zu laden sowie die Belastung der Pferde zu verringern, indem er jedem Mann befahl, zu Fuß weiterzugehen. Des Weiteren setzte er das persönliche Gepäck jedes Teilnehmers auf 30 Pfund (14 kg) fest. Wegen längerwährender Differenzen zwischen Landells und Burke trat Landells am 8. Oktober zurück, der Arzt Hermann Beckler tat es ihm wenig später gleich. Streitpunkte von Landells und Burke waren die Kamele, um die sich Landells kümmern sollte. Burke mischte sich jedoch immer wieder in die Betreuung ein. Zum Rücktritt kam es nach einem offenen Streit zwischen Landells und Burke, dessen Auslöser der Rum der Expedition war. Nachdem sich einige Männer betrunken hatten, wollte Burke den Rum zurücklassen, Landells war jedoch dagegen. Im Laufe des Streits beschimpfte Burke seinen Stellvertreter und behauptete, schlecht beraten zu werden. Den Posten als Burkes Stellvertreter übernahm Wills. Sie erreichten Menindee am 12. Oktober 1860 und hatten somit zwei Monate für die 750 Kilometer lange Strecke von Melbourne bis Menindee gebraucht, eine Strecke, die eine Postkutsche in wenig mehr als einer Woche zurücklegte. In Menindee errichtete Burke das erste Depot. Zu diesem Zeitpunkt waren zwei der fünf Offiziere der Expedition zurückgetreten, 13 weitere Mitglieder waren gefeuert und acht neue dafür angeheuert worden.
Burke war besorgt, der konkurrierende Stuart könne die Nordküste schneller erreichen, und wurde zunehmend ungeduldiger ob ihres langsamen Vorankommens, da sie häufig lediglich drei Kilometer pro Stunde zurücklegten. Burke teilte die Gruppe auf; er selbst ritt mit Wills und sechs anderen Männern am 29. Oktober weiter, um möglichst schnell den Cooper Creek zu erreichen, die andere Gruppe sollte nachkommen. Die Reise war relativ unbeschwerlich, da Wasser aufgrund von Regenfällen reichlich vorhanden war und ein ungewöhnlich mildes Wetter herrschte, bei dem die Temperaturen nur zwei Mal die 32 °C-Marke überschritten. Am Torowotto-Sumpf wurde Wright allein nach Menindee zurückgeschickt, um die verbliebenen Männer und den Proviant nachzuholen.

### Cooper Creek

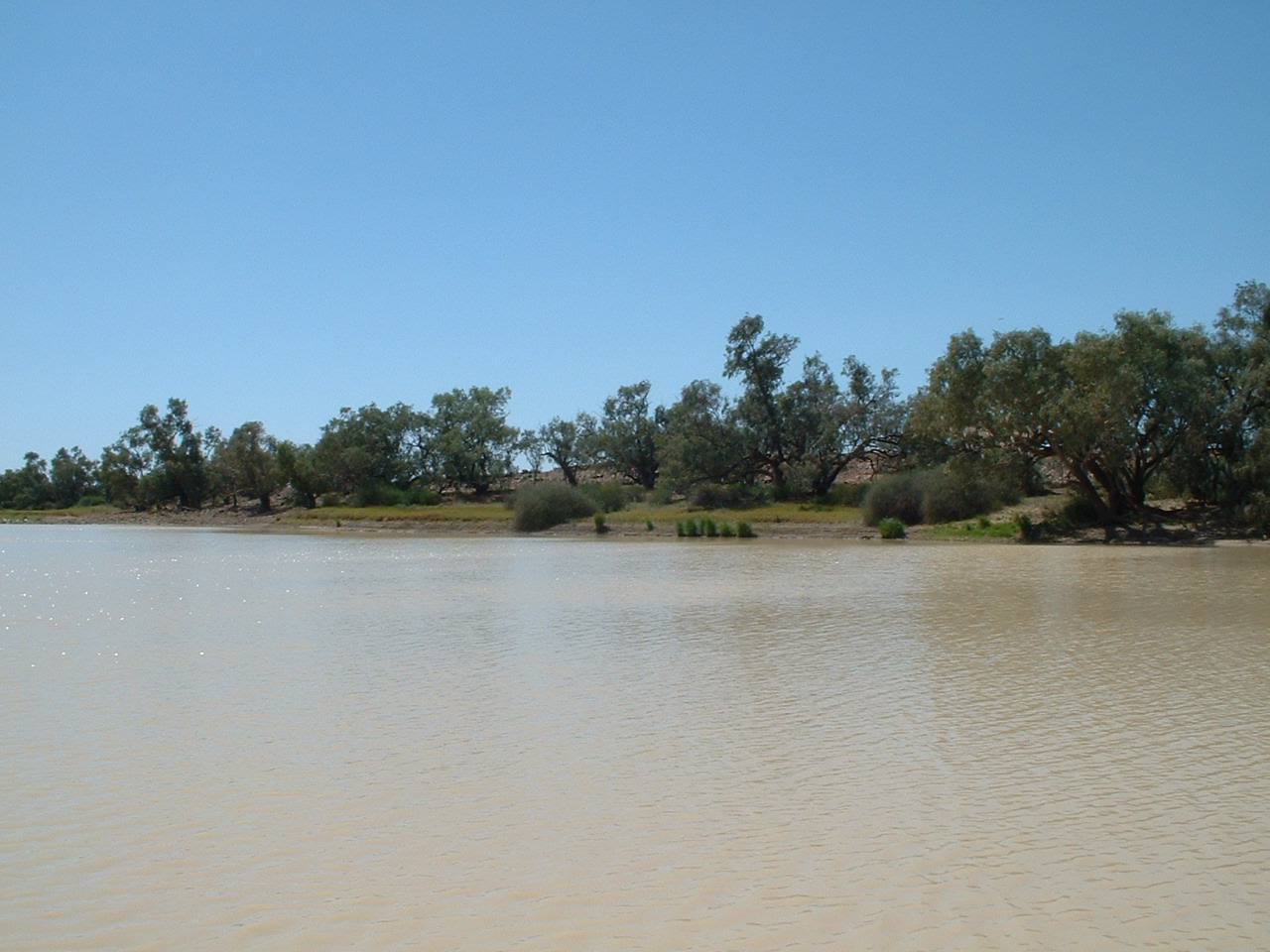
Bullah-Bullah-Wasserloch

Im Jahr 1860 war der Cooper Creek die Grenze des von Europäern erforschten Landes; bis zu diesem Fluss waren 1845 Charles Sturt und 1858 Augustus Gregory vorgedrungen. Burke erreichte am 11. November den Cooper Creek und errichtete ein Depot beim 63. Lager am Oberlauf des Cooper Creek, dem Barcoo River, während sie weiter die Gegend im Norden erkundeten. Eine Rattenplage zwang die Männer dazu, das Camp zu verlegen. Sie gründeten weiter flussabwärts ein zweites Depot am Bullah-Bullah-Wasserloch beim 65. Lager, versahen es mit einer Palisade und nannten den Ort „Fort Wills“.
Um nicht im heißen australischen Sommer reisen zu müssen, sollte Burke ursprünglich bis zum März 1861 am Cooper Creek bleiben. Dennoch harrte Burke nur bis zum 16. Dezember aus, als er aus Ungeduld wegen der Verspätung der Truppe aus Menindee entschied, vorzeitig zum Golf von Carpentaria vorauszueilen. Er teilte die Gruppe erneut auf: Diesmal blieb William Brahe als Verantwortlicher für das Lager mit Dost Mahomet, William Patterson und Thomas McDonough zurück. Burke, Wills, John King und Charles Gray machten sich mit sechs Kamelen, einem Pferd und Proviant für gerade mal drei Monate auf den Weg. Burke wies Brahe an, drei Monate zu warten, Wills bat ihn jedoch heimlich, die Wartezeit auf vier Monate zu verlängern. Mittlerweile war es Hochsommer in Australien mit Tageshöchsttemperaturen von 50 °C im Schatten. Diese Hitze setzte den Expeditionsteilnehmern umso mehr zu, als sich Schatten auf Grund der spärlichen Vegetation nur selten fand.

### Golf von Carpentaria

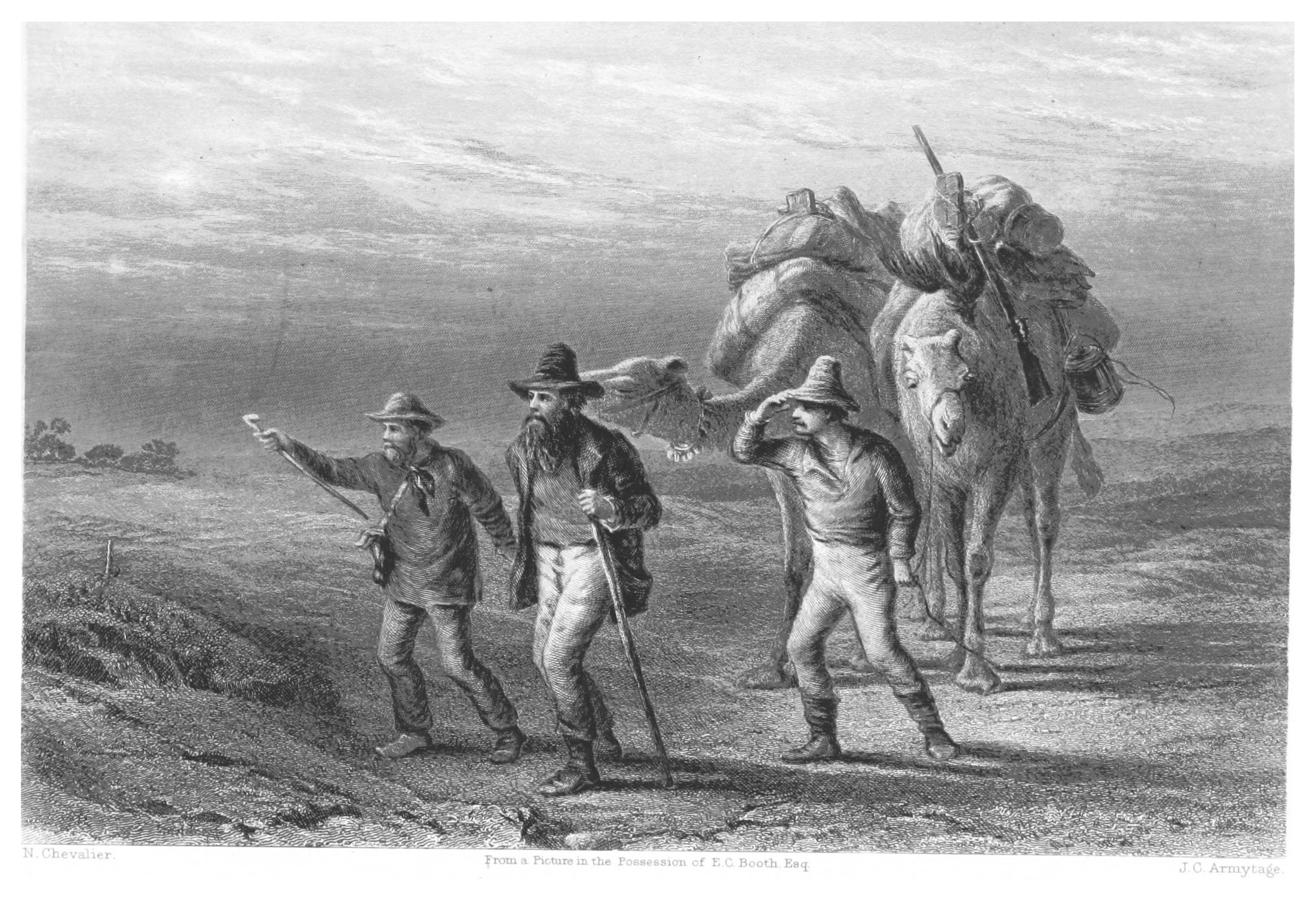
Die Rückreise – Ölgemälde von Nicholas Chevalier (1868)

Von der herrschenden Hitze abgesehen war die Reise unbeschwerlich, da die Gruppe wegen der vergangenen Regenfälle immer noch genug Wasser fand und die Aborigines friedlich gesinnt waren. Am 9. Februar 1861 erreichten sie den Little Bynoe River, einen Seitenarm im Delta des Flinders Rivers, wo sie feststellen mussten, dass sie das Meer nicht erreichen konnten, da die Mangrovensümpfe vor ihnen unpassierbar waren. Burke und Wills ließen die Kamele sowie King und Gray beim 119. Lager am Little Bynoe River zurück und machten sich mit dem Pferd auf den Weg durch die Sümpfe, kehrten aber nach 24 Kilometern wieder um und machten sich mit King und Gray auf den Weg zurück zum Depot am Cooper Creek. Zum Zeitpunkt ihrer Umkehr waren ihre Vorräte bereits bedenklich knapp. Sie hatten noch Nahrung für 27 Tage, hatten aber für die Hinreise vom Cooper Creek schon 57 Tage benötigt.
Auf dem Rückweg brach die Regenzeit an, die tropischen Monsunregen mit sich brachte. Ein Kamel wurde am 4. März zurückgelassen, weil es nicht mehr weitergehen konnte. Drei weitere Kamele wurden unterwegs erschossen und ihr Fleisch verzehrt. Das einzige Pferd wurde am 10. April am Diamantina River erschossen, südlich der heutigen Stadt Birdsville. An verschiedenen Orten musste Ausrüstung zurückgelassen werden, als sich die Anzahl der Packtiere reduzierte.
Um ihre Vorräte zu strecken, aßen sie Portulak. Außerdem fing Gray einen fünf Kilogramm schweren Python (wahrscheinlich Aspidites melanocephalus, ein Schwarzkopfpython), den sie ebenfalls verzehrten. Burke und Gray bekamen daraufhin die Ruhr. Gray war stark geschwächt, aber weil er schon lange über Krankheit klagte, hielten ihn die anderen drei für einen Simulanten. Am 25. März wurde Gray beim Stehlen von Skilligolee, einem wässrigen Brei, erwischt, wofür er von Burke geschlagen wurde. Ab dem 8. April konnte Gray nicht mehr gehen. Er starb am 17. April an der Ruhr an einem Ort, den sie „Polygonum Swamp“ („Knöterich-Sumpf“) nannten. Die Stelle wurde später von der südaustralischen Rettungsexpedition Lake Massacre genannt und befindet sich in South Australia. Die drei überlebenden Männer pausierten einen Tag, um Gray zu beerdigen und sich wieder zu erholen, da sie mittlerweile von Hunger und Erschöpfung schwer gezeichnet waren.

### Rückkehr zum Cooper Creek

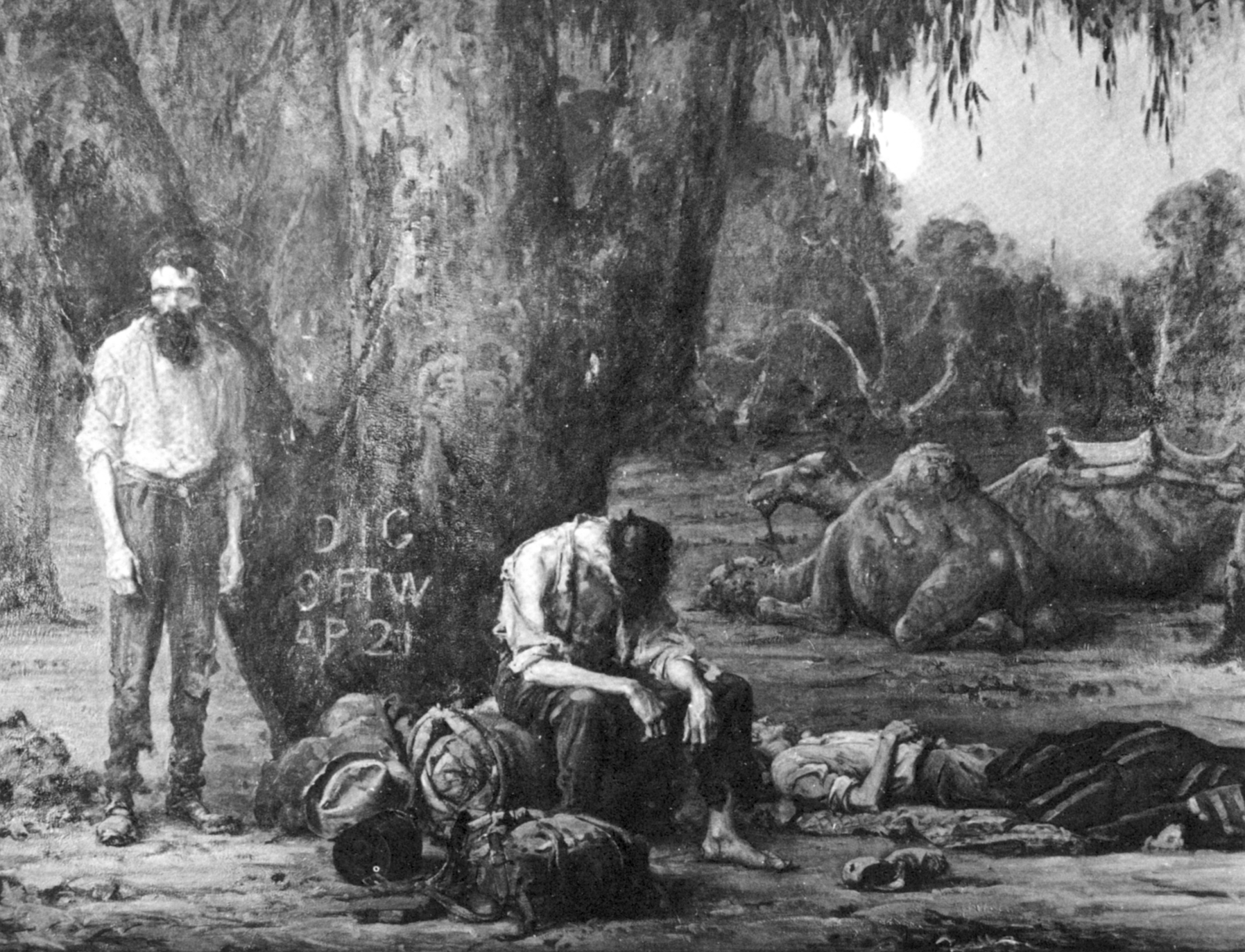
Burke, Wills und King treffen am Cooper Creek ein – Ölgemälde von John Longstaff (1907)

Burke, Wills und King kehrten am Abend des 21. April 1861 in das Depot zurück, fanden es aber verlassen vor. Am Morgen dieses Tages war Brahe vom Cooper Creek nach Menindee aufgebrochen, weil sich einer seiner Männer ein Bein gebrochen hatte. Zudem wurden die Vorräte knapp und es erschien der Depot-Besatzung unwahrscheinlich, dass Burke noch zurückkehrte, sie vergruben aber zur Sicherheit einige Vorräte und einen erklärenden Brief unter einem Baum und markierten die Stelle. (Siehe Abschnitt Dig Tree)
Die drei Männer gruben das Versteck aus und fanden den Brief, waren aber zu ausgelaugt und hatten keine Hoffnung, zur Hauptgruppe aufzuschließen. Sie entschlossen sich zu rasten und sich zu erholen, wobei sie die Vorräte aus dem Versteck aufbrauchten. Wills und King wollten der „alten Spur“ zurück nach Menindee folgen, aber Burke entschied, dem Fluss zu folgen. Er wollte auf diese Weise den weitesten Außenposten ländlicher Besiedlung in South Australia, eine große Rinderfarm nahe dem Mount Hopeless, erreichen. Das bedeutete eine 240 Kilometer lange Reise in Richtung Südwesten quer durch die Wüste. Sie schrieben einen Brief, in dem sie ihre Absichten erklärten, und vergruben ihn in dem Versteck unter dem gekennzeichneten Baum für den Fall, dass ein Rettungstrupp das Gebiet durchsuchte. Sie veränderten nicht die Aufschrift des Baumes oder das Datum auf dem Baum, was sich später als Fehler herausstellte. Am 23. April machten sie sich auf den Weg durch die Strzelecki-Wüste in Richtung Mount Hopeless.
Währenddessen traf Brahe auf dem Rückweg nach Menindee auf Wright, der versuchte, den Nachschub zum Cooper Creek zu bringen. Die beiden einigten sich darauf, noch einmal zum Lager am Cooper Creek zurückzukehren, um zu prüfen, ob Burke vielleicht doch zurückgekommen war. Als sie am 8. Mai ihr Ziel erreichten, waren Burke und Wills bereits 56 Kilometer entfernt. Da die Markierung des Baumes unverändert war, schlossen Brahe und Wright, dass Burke nicht zurückgekehrt war. Sie dachten nicht daran zu prüfen, ob die Vorräte noch an Ort und Stelle begraben waren, sondern kehrten zur Hauptgruppe nach Menindee zurück.

### Burke, Wills und King am Cooper Creek

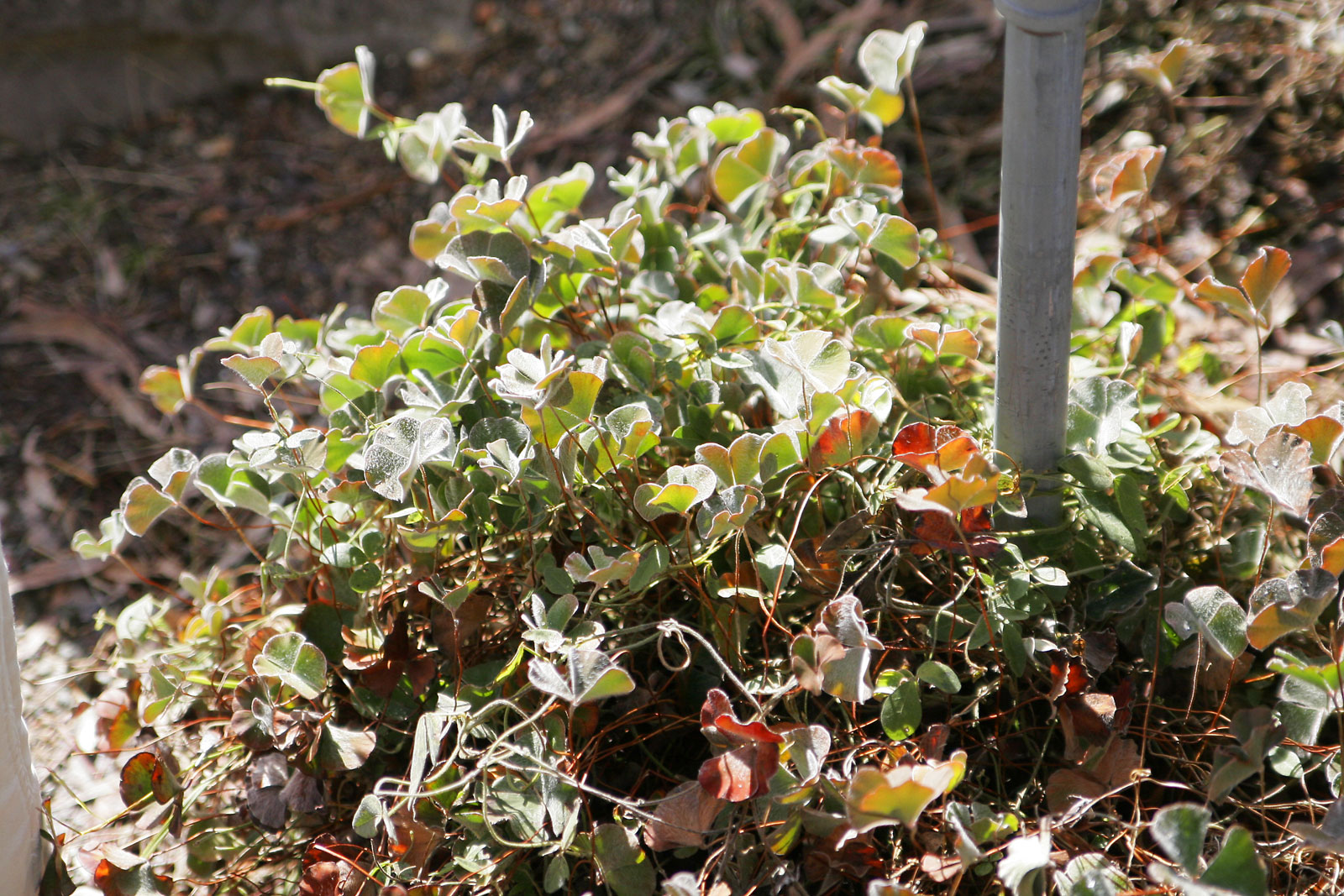
Die Aborigines gaben den Entdeckern Busch-Brot, das aus den Samen der Nardoo-Pflanze hergestellt wurde.

Nachdem Burke, Wills und King den Dig Tree verlassen hatten, reisten sie nie mehr als acht Kilometer (fünf Meilen) am Tag. Von den beiden verbliebenen Kamelen blieb eines unrettbar in einem Wasserloch stecken, und das andere starb. Ohne Packtiere konnten die drei Entdecker nicht genug Wasser mit sich führen, um später den Fluss zu verlassen und die Strzelecki-Wüste Richtung Mount Hopeless zu verlassen, sodass sie gezwungen waren, zum Cooper Creek zurückzukehren. Ihre Vorräte waren fast aufgebraucht und sie waren ausgelaugt. Die Aborigines am Cooper Creek, der Yandruwandha-Stamm, gaben ihnen im Austausch für Zucker Fisch und Bohnen, die padlu genannt wurden, und eine Art Brot, das aus den Fruchtkörpern der ngardu (Nardoo; Marsilea drummondii) hergestellt wurde.
Wills kehrte zum Dig Tree zurück, um dort sein Tagebuch, Notizblock und Protokoll im Versteck zur Aufbewahrung zu vergraben. Burke kritisierte in seinem Tagebuch Brahe scharf dafür, dass er keinen Proviant oder Tiere zurückgelassen hatte.

### Tod von Burke und Wills

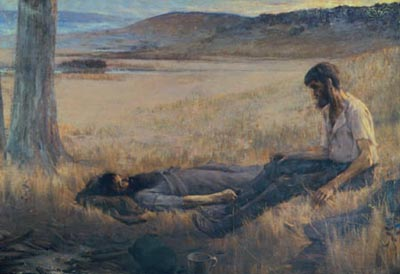
Burkes Tod – Gemälde von Arthur Loureiro (1892)

Die drei Männer lebten am Cooper Creek. Zur Ernährung sammelten sie Ngardu-Samen und nahmen Fisch und gebratene Ratten von den Yandruwandha an.
Gegen Ende Juni 1861 beschlossen Burke und King, flussaufwärts zum Dig Tree zu ziehen. Sie wollten nachsehen, ob mittlerweile ein Suchtrupp dort eingetroffen war. Wills war zu schwach geworden, um weitergehen zu können, worauf sie ihn auf sein Drängen am Breerily-Wasserloch mit etwas Nahrung und Wasser zurückließen. Burke und King liefen weitere zwei Tage, bis Burke nicht mehr weiter konnte. Er starb am nächsten Morgen. King blieb zwei Tage bei seiner Leiche, bis er stromabwärts zum Breerily-Wasserloch zurückkehrte. Wills war in der Zwischenzeit aber auch verstorben. King fand beim Yandruwandha-Stamm Unterschlupf, bei dem er drei Monate bis zu seiner Rettung ausharrte.
Die genauen Todestage von Burke und Wills sind unbekannt. Auf Denkmälern in Victoria werden verschiedene Daten genannt. Das Erkundungskomitee bestimmte den 28. Juni 1861 als Todestag für beide Entdecker.

### Todesursache
Die Entdecker wussten nicht, dass Ngardu-Samen Thiaminase enthält, das dem Körper Vitamin B1 (Thiamin) entzieht. Wahrscheinlich bereiteten sie das Busch-Brot, das ein Grundnahrungsmittel der lokalen Bevölkerung war, nicht nach Art der Aborigines zu. Es wird vermutet, dass sie die Samen nicht zu einer Paste verarbeitet hatten, was aber notwendig gewesen wäre, um die Thiaminase auszuwaschen. Trotz Essens wurden die Männer zunehmend schwächer. Wills schrieb in seinem Tagebuch:

„Mein Puls liegt bei 48 und ist sehr schwach. Meine Arme und Beine sind fast nur noch Haut und Knochen. Ich kann nur noch wie Mr. Micawber Ausschau halten, dass etwas vorbei kommt, aber der Hungertod durch Nardoo ist keinesfalls unerfreulich, denn trotz des Schwächegefühls und der Unfähigkeit mich zu bewegen, gibt er mir, vor allem wenn man den Appetit bedenkt, größte Befriedigung.“

Wahrscheinlich starben Burke und Wills an Vitamin-B1-Mangel, genannt Beriberi. Dies unterstreicht auch Kings Bericht, der darlegt, dass Burke kurz vor seinem Tod über Schmerzen in Beinen und Rücken klagte.

## Dig Tree

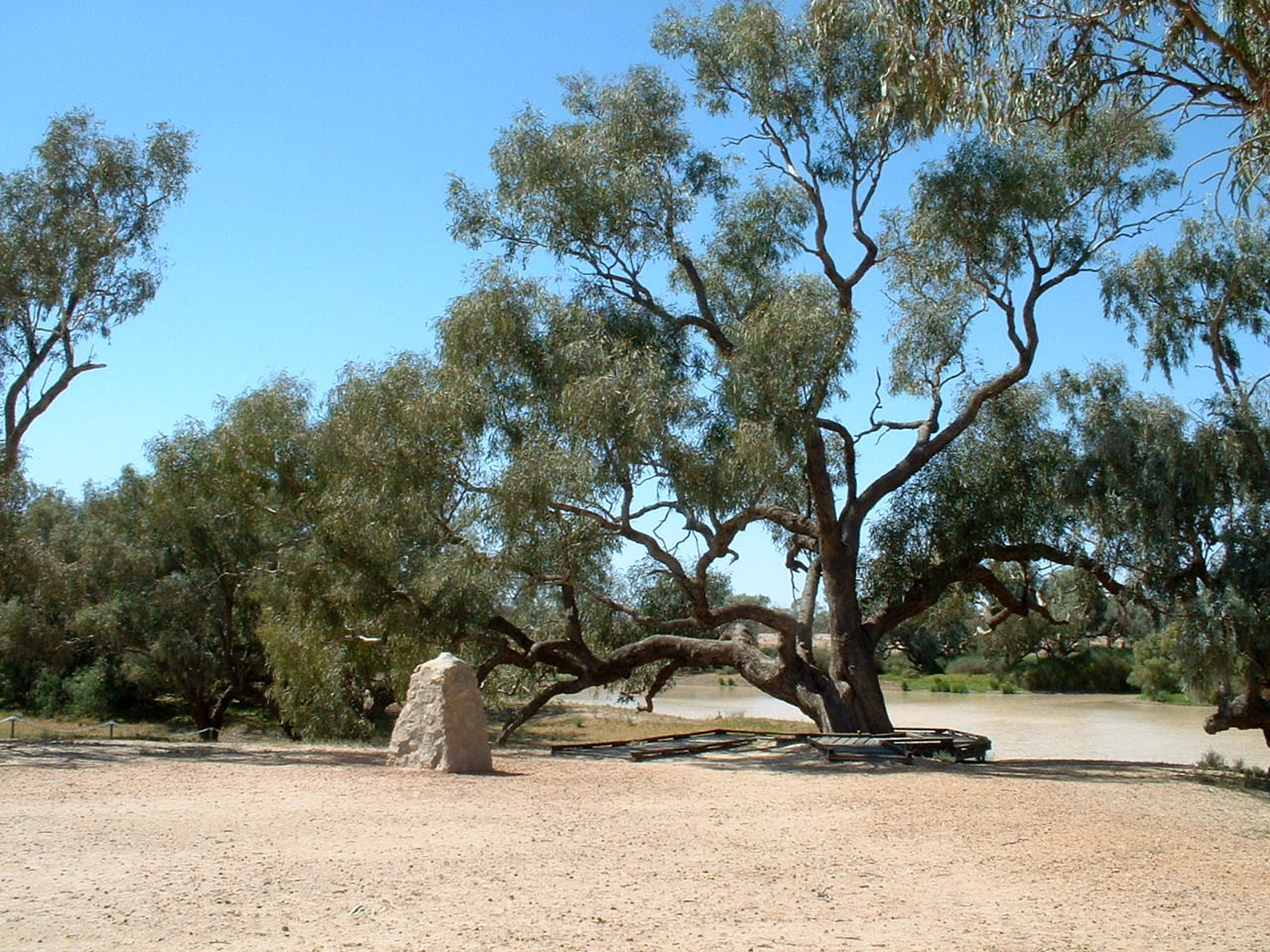
Dig Tree mit Gedenkstein für Burke

Der Baum am Depot, an dem Brahe die Position der vergrabenen Vorräte markierte, ist ein etwa 250 Jahre alter Eucalyptus (Eucalyptus coolabah). Ursprünglich war der Baum als „Brahe’s Tree“ oder „Depot Tree“ („Brahes Baum“ bzw. „Depot-Baum“) bekannt. Als der Baum, unter dem Burke starb, erfuhr er große Aufmerksamkeit und Interesse. Aufgrund der Markierung und der nachfolgenden Popularität des Buches Dig von Frank Clune wurde der Baum im Nachhinein als „Dig Tree“ bekannt. Zwei der drei Markierungen sind heute zugewachsen, nur die Camp-Nummer ist noch lesbar.
Der Baum weist drei Markierungen auf:
- zum einen die Camp-Nummer: das Initial B für Burke über LXV, der lateinischen Schreibweise der Zahl 65.
- auf der anderen Seite des Baums war auf den einen Ast DEC 6-60 über APR 21-61 geschnitzt. Die Daten stehen für den Zeitraum, in dem sich Brahe dort aufgehalten hat.
- auf dem anderen Ast stand die namensgebende Dig-Markierung: AH über DIG über under über einem Pfeil nach rechts. Diese wurde jedoch nicht von Brahe, sondern von einem Mitglied von Alfred Howitts Suchexpedition später hinzugefügt.

Brahes Dig-Markierung befand sich vermutlich an einem Baum südlich des Dig Trees, an dem die Pferde angebunden wurden. Dementsprechend waren die Vorräte auch nicht am Dig Tree, sondern unter dem „Pferdebaum“ vergraben worden. Dies zumindest lässt sich aus Befragungen, Tagebucheinträgen und alten Fotos entnehmen. 1899 schnitzte John Dick das Gesicht Burkes in einen nahegelegenen Baum.

## Rettungsexpeditionen
Insgesamt wurden sechs Expeditionen zur Rettung Burkes und Wills ausgesandt. Zwei davon nahmen den Seeweg, um am Golf von Carpentaria nach den Vermissten zu suchen, die anderen näherten sich aus unterschiedlichen Richtungen dem Landesinneren. Sie leisteten einen wichtigen Beitrag zur Erforschung Australiens, da jede Expedition bei der Suche auch das Umland erkundete.

### Victorian Contingent Party
Nachdem ein halbes Jahr lang keine Nachrichten von Burke gekommen waren, wurden in der Presse Forderungen laut, den Verbleib der Forschungsexpedition zu klären. Der öffentliche Druck wurde so stark, dass sich das Erkundungskomitee der Forderung nicht länger verschließen konnte und am 13. Juni in einem Treffen vereinbarte, eine vierköpfige Suchexpedition zu entsenden, die Burke und Wills Expedition aufspüren und ihnen, falls nötig, Unterstützung anbieten sollte.
Die Victorian Contingent Party war die erste Expedition, die nach Burke und Wills suchte. Sie verließ Melbourne am 26. Juni 1861 unter der Leitung von Alfred William Howitt.
Am Loddon River traf Howitt auf Brahe, der den Cooper Creek verlassen hatte. Auch Brahe hatte keine Nachrichten von Burke, und Howitt wurde klar, dass zur Rettung Burkes eine viel größere Expedition nötig war. Howitt ließ die anderen drei Männer seiner Gruppe am Loddon River zurück und reiste mit Brahe nach Melbourne, um das Erkundungskomitee von der neuen Situation zu unterrichten. Er schickte am 29. Juni ein Telegramm an John Macadam, am 30. Juni traf sich das Komitee und entschied die Aufstellung einer zwölfköpfigen Suchexpedition unter dem Kommando Howitts, mit der er bis zum Cooper Creek vorstoßen und anschließend den Spuren Burkes folgen sollte. Am 3. September erreichte die Gruppe den Cooper Creek, am 11. September den Dig Tree und fand am 15. September den lebenden John King bei einem Aborigine-Stamm am Cooper. In den folgenden neun Tagen, in denen sich King erholen sollte, fand Howitt auch die Leichen Burkes und Wills und beerdigte sie. Am 6. November war King wieder in Melbourne. Er war jedoch in einem erbärmlichen Gesundheitszustand und erholte sich von den Strapazen der Reise nicht mehr. Er verstarb elf Jahre später.

### Victorian Exploring Party
Die Victorian Exploring Party war die zweite Expedition unter der Führung Alfred Howitts. Auf einem Treffen der Komitees sprach sich von Mueller am 13. November 1861 für die Bergung der Leichen Burkes und Wills aus. Am 9. Dezember brach Howitt mit zwölf anderen Richtung Cooper Creek auf. Er sollte der Route Burkes folgen und die „Überreste der unglücklichen Entdecker“ bergen und für ein feierliches Begräbnis in Melbourne zurückbringen. Nach längeren Aufenthalten in Menindee und am Mount Murchison kam die Gruppe am 25. Februar 1862 am Cooper Creek an und schlug am Cullyamurra Wasserloch ihr Lager auf. Von dort aus unternahm Howitt zahlreiche Ausflüge ins Umland. Am 13. April exhumierte er Burkes und Wills Leichen. Im folgenden halben Jahr erkundete er das australische Hinterland. Am 22. November machte sich Howitt auf den Weg nach Clare, wo er am 8. Dezember ankam. Nur mit dem Arzt ritt er weiter nach Adelaide, der Rest der Mannschaft sollte mit den Leichen Burkes und Wills mit der Eisenbahn fahren. Howitt erreichte Adelaide am 9. Dezember, der Rest am 12. Dezember. Burke und Wills wurden am 29. Dezember nach Melbourne gebracht.

### South Australian Burke Relief Expedition
Das Kontingent South Australias wurde von John McKinlay von Adelaide aus geführt. McKinlay fand im Oktober 1861 im Polygonum Swamp (Knöterichsumpf) die mutmaßlichen Überreste von Charley Gray. Er fand dort noch ein weiteres Grab und ging von einem Massenmord an der Expedition aus, weshalb er den Ort „Lake Massacre“ (Massaker-See) nannte.

### Victorian Relief Expedition
1861 führte Frederick Walker die Victorian Burke and Wills Relief Expedition an. Die Gruppe bestand aus zwölf berittenen Männern, sieben von ihnen waren Aborigines und Mitglieder der Native Mounted Police Force. Sie brachen am 7. September 1861 mit dem Ziel, den Golf von Carpentaria zu erreichen, von Rockhampton aus auf. Sie fanden die Spuren Burkes und folgten ihnen bis zu Burkes nördlichstem Camp. Am 4. Dezember verübten sie in den Abendstunden ein Massaker an einer Gruppe Aborigines, bei dem zwölf Menschen starben. Am 7. Dezember trafen sich William Henry Norman, Kapitän der HMS Victoria, und Walker an der Golfküste.

### HMCSSVictoria

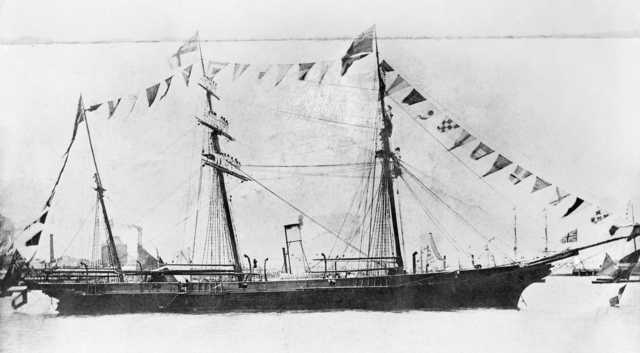
HMCSS Victoria 1867

Die HMCSS Victoria (HMCSS = His/Her Majesty’s Colonial Steam Sloop; dt. Kolonialdampfer seiner/ihrer Majestät) wurde von William Henry Norman in den Golf von Carpentaria gesteuert, um dort nach Überlebenden der Expedition Ausschau zu halten. Vorher wurde sie im ersten Taranaki-Krieg in Neuseeland eingesetzt. Als im Juli 1861 Burke und Wills Expedition vermisst wurde, wurde die Victoria nach Brisbane beordert. Von dort stach auch die Queensland Relief Expedition auf der SS Firefly in See. Am 7. Dezember traf sich Norman mit Frederick Walker.

### Queensland Relief Expedition
Die Queensland Relief Expedition legte mit der SS Firefly am 24. August 1861 unter der Führung von William Landsborough in Brisbane ab. Landsborough erforschte ab November vor allem die Region an der Golfküste. Später wandte er sich nach Süden und durchquerte Australien in Nord-Süd-Richtung, bis er im Oktober 1862 Melbourne erreichte. Er galt damit als erster Entdecker, der Australien von Norden nach Süden durchquerte, und wurde mit 2000 £ für seine Verdienste um die Erforschung der Golfküste geehrt.

## Gründe für das Scheitern der Expedition
Die im Nachhinein eingesetzte Untersuchungskommission machte nach der Befragung der überlebenden Teilnehmer Wright als Verantwortlichen für das Scheitern der Expedition aus. Nach Landells Ausscheiden teilte Burke die Gruppe in Menindee auf und schickte Wright mit einem Teil der Mannschaft zurück, um für Nachschub zu sorgen. Burke zog indessen mit dem Rest der Truppe weiter an den Cooper Creek, wo er eigentlich während des Sommers bleiben sollte. Wright kam in der Zeit aber nicht und Burke zog aus Sorge, Stuart könnte vor ihm am Golf ankommen, vorzeitig und mit nicht ausreichender Verpflegung Richtung Norden ab. Die Kräfte der Gruppe wurden damit überstrapaziert. Weil Wright nicht zum Cooper Creek kam, war das Camp verlassen, als Burke vom Golf zurückkehrte. Aus Sicht der Kommission brachte also Wrights Verspätung die Expedition zum Scheitern.
Alan Moorehead schrieb über das „Mysterium“ um Wrights Verspätung:

„Es gab hier keine Gründe für ein Strafverfahren gegen Wright, doch wurde er öffentlich als Hauptschuldiger verurteilt, und das war ein Ruf, den er unmöglich jemals wieder ablegen konnte. Er tauchte in Adelaide unter und hinterließ dabei das kleine, aber beharrliche Rätsel: Warum hat er sich wirklich verspätet? War es nur, weil er sein Einkommen sichern wollte? War es, weil er seine Frau und Familie und die Bequemlichkeiten besiedelter Gebiete nicht missen wollte? War es bloß, dass er dumm, faul und gleichgültig war: ein Mann, zu engstirnig um an irgendjemanden außer ihn selbst zu denken? Oder ist es einfach möglich, dass auch er ein Opfer derselben schicksalshaften Fehlerkette war, die die Expedition von Anfang an geplagt hat? Das waren Fragen, die niemals endgültig beantwortet werden können.“

Eine eingehende Studie von Wrights Handlungen war Teil der Masterarbeit von Thomas Bergin an der University of New England. Bergin zeigte, dass Wright wegen Geldmangels und fehlender Packtiere zum Tragen des Nachschubs in einer prekären Situation war. Seine Anfragen an das Erkundungskomitee wurden erst Anfang Januar bearbeitet. Die große Hitze und der Wassermangel in dieser Jahreszeit bedeuteten, dass die Reisegruppe nur äußerst langsam vorankam. Sie wurde von Bandjigali und Karenggapa (Clans der Murris) drangsaliert, und drei Männer, Ludwig Becker, Charles Stone und William Purcell, starben auf der Reise an Mangelernährung. Auf dem Weg nordwärts lagerte Wright am Koorliatto-Wasserloch am Bulloo River, während er versuchte, Burkes Spuren zum Cooper Creek wieder zu finden.
Der zurückgetretene Landells macht dagegen vor allem Burkes Führungsschwäche für das Scheitern der Expedition verantwortlich. In seiner Rücktrittserklärung an das Erkundungskomitee im November 1860 sagt er das Scheitern der Expedition voraus. Dort erhebt er schwere Vorwürfe gegen Burke. Konkret bemängelt er Burkes Unerfahrenheit, weshalb ihm jedwede Führungsstärke gefehlt habe. Burke habe einen rauen Umgangston gepflegt, nicht auf den Rat anderer gehört, oft seine Meinung geändert und Landells Bemühungen um die Kamele sabotiert. Die Kamele, die Landells als essentiell für eine erfolgreiche Expedition erachtete, empfand Burke als Last und behandelte sie schlecht. Landells beklagt, die Kamele hätten während der ersten Etappe unter dem starken Regen und den schlechten Straßen gelitten, was Burke aber nicht einsah. Er war gewillt, zu erschöpfte Kamele einfach zurückzulassen. Hinzu kamen lange Tagesmärsche von 20 bis 30 Meilen und ungeeignete Rastplätze ohne genug Futter für das Vieh. Nach Landells Bericht waren die Tiere am Darling River bereits so erschöpft, dass sich beispielsweise die Packpferde zum Ausruhen auf die Straße legten. Die unsachgemäße Behandlung des Viehs führte zum Verlust mehrerer Kamele. Außerdem warf er Ghee und Hafermehl weg, das für die Ernährung der Kamele wichtig war. Er ließ sich zudem nicht beraten, was die erfahrenen Expeditionsteilnehmer verärgerte.
Landells beschreibt aber nicht nur den schlechten Umgang mit den Tieren, sondern auch Burkes Verhalten gegenüber den Männern. Burke entließ viele Männer, die ihm nicht genehm waren, und ersetzte sie durch Männer seiner Wahl. Einige der wegen Trunkenheit entlassenen passten ihm nicht, selbst wenn sie qualifiziert waren. Als Beispiel nennt Landells John Drakeford, der der Koch der Expedition war und bereits Erfahrungen mit Expeditionsunternehmen sammeln konnte. Drakeford lebte die meiste Zeit in Südafrika unter Buren und war Mitglied der Cape Mounted Police. Er hätte an David Livingstones Afrikaexpedition teilnehmen können. Er war am Transport von Pferden vom Kap nach Indien beteiligt, zudem habe er viel von Kamelen verstanden.
Außer Burke und Wills mussten alle zu Fuß gehen; Burke und Wills nahmen sich das Recht heraus, reiten zu dürfen. Burke installierte auch ein Spionagesystem und hatte zwei Männer im Lager, die die Ohren für ihn offen hielten und ihm Bericht erstatteten.

## Nachwirken

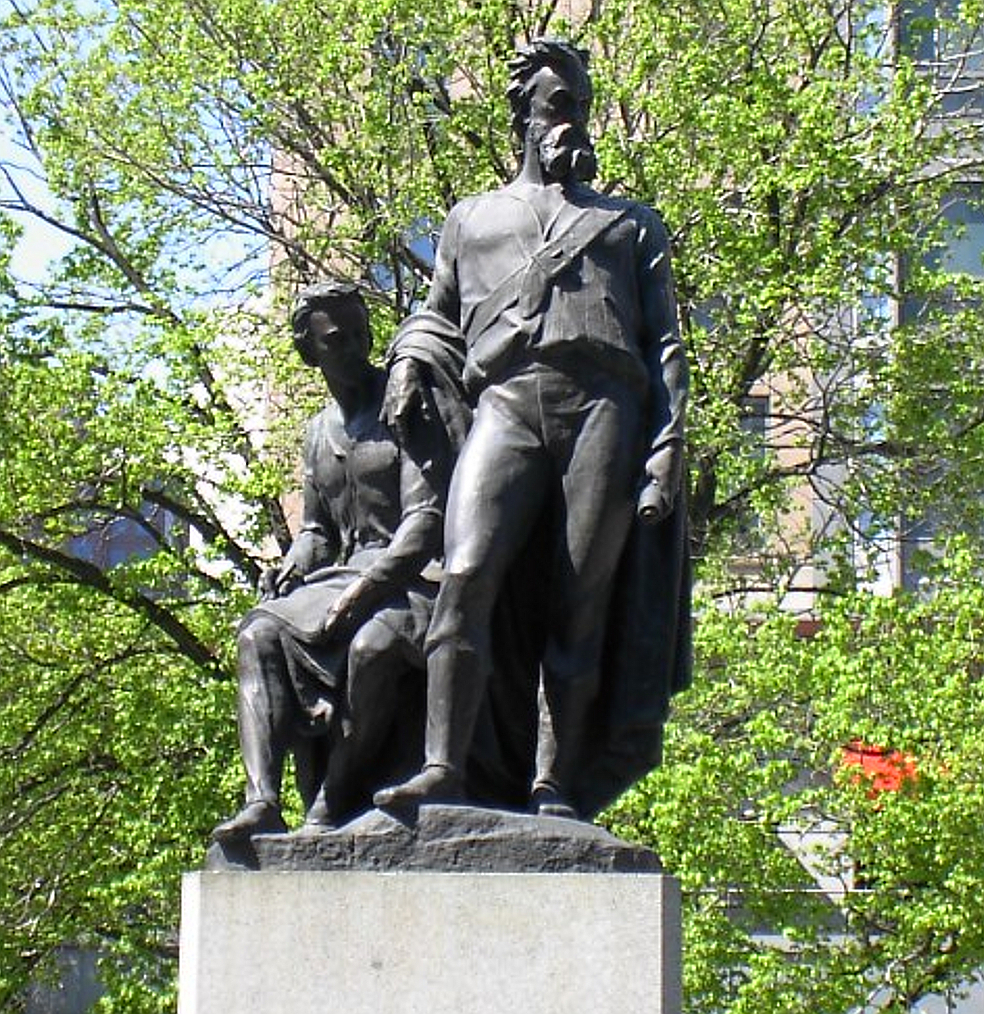
Statue von Burke und Wills in Melbourne

Obwohl die Expedition an sich als gescheitert anzusehen ist, haben die Suchexpeditionen einen wichtigen Beitrag zur Erforschung des Kontinents geleistet. Insbesondere McKinlay, Walker und Landsborough konnten auf ihren Reisen viel Weideland erschließen. Sie warfen ein neues Licht auf Regionen, die bislang für unfruchtbare Wüste gehalten wurden. Nach 1862 gab es keine Zweifel mehr, dass es im Hinterland saisonabhängig gutes Weideland gab, das Viehzüchter kaum ignorieren konnten.
Trotz ihres Scheiterns wurden Burke und Wills nach ihrem Tod geehrt. Den Entdeckern wurde ein Staatsbegräbnis auf dem Zentralfriedhof in Melbourne gewährt, dem Berichten zufolge 40.000 Zuschauer beiwohnten. Ihnen zu Ehren wurden auch in vielen Städten entlang ihrer Reiseroute Denkmäler errichtet: 1862 wurde in der Stadt Castlemaine ein Denkmal errichtet. Hier war Burke vor der Expedition stationiert. Vier Jahre nach dem Ende der Expedition, am 21. April 1865, wurde in Melbourne eine Bronzestatue Burkes und Wills’ enthüllt. Dies war der Tag der Rückkehr am Cooper Creek. John King, der einzige Überlebende, war bei dieser Feier anwesend.
Die Städte Bendigo, Ballarat und Fryerstown stifteten ebenfalls Denkmäler. 1890 wurde im Royal Park, dem Ausgangspunkt der Expedition, ein Mahnmal errichtet. 1983 wurde ihr Andenken von der Australischen Post mit einer Briefmarke geehrt, auf der ihre Porträts zu sehen sind. Die Stadt Burketown hat Robert Burke als Namensgeber.
Ihr öffentliches Ansehen als Helden änderte sich aber mit der Zeit, bis 1888 eine Kommission der Regierung von New South Wales die Expedition als „perverse Absurdität“ bezeichnete. In der Folge wurden viele der Denkmäler in Victoria wieder abgebaut und die jährlichen Gedenkfeiern fanden am Ende des Jahrhunderts nicht mehr statt.
1985 wurde der Film Burke & Wills über die Expedition mit den Hauptdarstellern Jack Thompson als Burke und Nigel Havers als Wills gedreht.

## Zeitgenössische Literatur
- The Burke and Wills exploring expedition: an account of the crossing the continent of Australia, from Cooper’s Creek to Carpentaria, with biographical sketches of R. O’Hara Burke and W.J. Wills. Wilson und Meckinnon, Melbourne 1861, books.google.ch.
- Supplementary pamphlet to the Burke and Wills exploring expedition: containing the evidence taken before the commission of inquiry appointed by government, with portraits of John King and Charles Gray. Wilson & Mankinnon, Melbourne 1861.
- Andrew Jackson: Robert O’Hara Burke and the Australian Exploring Expedition of 1860. Smith, Elder & Co., London 1862, books.google.ch
- Burke and Wills Commission: Report of the commissioners appointed to enquire into and report upon the circumstances connected with the sufferings and death of Robert O’Hara Burke and William John Wills, the Victorian explorers. J. Ferres, Melbourne [1862?].
- William John Wills: A successful exploration through the interior of Australia: from Melbourne to the Gulf of Carpentaria. Richard Bentley, London 1863, Volltext.
- August Diezmann: Grauenhafter Ausgang einer Entdeckungsreise. In: Die Gartenlaube. Heft 8, 1862, S. 124–126 (Volltext [Wikisource]).